# Yangyu (sockenhuvudort i Kina, Shanxi Sheng, lat 35,42, long 111,09)
Yangyu är en sockenhuvudort i Kina. Den ligger i provinsen Shanxi, i den norra delen av landet, omkring 300 kilometer sydväst om provinshuvudstaden Taiyuan. Antalet invånare är 14 422. Befolkningen består av 6 995 kvinnor och 7 427 män. Barn under 15 år utgör 15,0 %, vuxna 15-64 år 74 %, och äldre över 65 år 9,0 %.
Runt Yangyu är det tätbefolkat, med 257 invånare per kvadratkilometer. Närmaste större samhälle är Nanjie, 19,7 km öster om Yangyu. Trakten runt Yangyu består till största delen av jordbruksmark.
Genomsnittlig årsnederbörd är 639 millimeter. Den regnigaste månaden är juli, med i genomsnitt 166 mm nederbörd, och den torraste är december, med 2 mm nederbörd.